# تئودور گبر سیلاسی
تئودور گبر سیلاسی (به چکی: Theodor Gebre Selassie) (زاده ۲۴ دسامبر ۱۹۸۶) بازیکن فوتبال اهل جمهوری چک است. همچنین پست تخصصی او مدافع است.

## تیم ملی
وی سابقه ۱۳ بازی ملی برای تیم ملی فوتبال جمهوری چک در کارنامه دارد.